# Mattias Andréasson
David Mattias Andreasson, född 29 mars 1981 i Badelunda församling, Västmanlands län, är en svensk musikproducent och låtskrivare samt tidigare artist.

## Biografi
Andréasson tävlade i Idol 2007 och slutade på femte plats. Efter Idol bildade han 2007 popgruppen E.M.D. tillsammans med Erik Segerstedt och Danny Saucedo. Gruppens debutalbum A State Of Mind släpptes i mars 2008. Deras första singel, en cover på Bryan Adams, Rod Stewart och Stings hit "All for Love", gick upp på Hitlistans tredjeplats den 20 december samma år. E.M.D. vann en Grammis för 2008 års bästa låt, "Jennie Let Me Love You".  Med låten "Baby Goodbye" deltog han i Melodifestivalen 2009 tillsammans med E.M.D och slutade på  tredje plats. Gruppen la ner år 2010.
Våren 2010 vann Andréasson Let's Dance i TV4 med Cecilia Ehrling som danspartner.
Vid Melodifestivalen 2012 tävlade Andréasson som soloartist med låten ”Förlåt mig”.
Hans stora genombrott som producent och låtskrivare kom 2014 med låten "Din soldat" som framfördes av Albin Johnsén och Kristin Amparo. Andréasson skrev låten tillsammans med Johnsén och producerade den själv. Låten blev en stor framgång i Sverige och toppade den officiella singeltopplistan flera veckor i rad. Den toppade även radios lista över de mest spelade låtarna. När året 2014 summerades så var Din soldat den mest sålda låten i Sverige av svenska artister. 2019 hade Din soldat sålt 8 gånger platina. Andréasson skrev och producerade Johnséns följande singel ”Frank” som även den sålde platina 2015. Andréassons samarbete med Albin Johnsén fortsatte under 2016 då han skrev och producerade singeln ”Rik” som de tävlade tillsammans med i den första deltävlingen av Melodifestivalen 2016. De gick till andra chansen. "Rik" sålde platina en månad efter releasen i februari.  Andréasson och Johnsén har släppt albumet Insomnia tillsammans.
Under 2017 skrev och producerade han även den officiella EM-låten för Svenska damlandslaget i fotboll, ”Hjärtan av Guld”.
Mellan 2014 och 2018 har Andréasson producerat och skrivit låtar som passerat över 100 miljoner streams på Spotify till artister som: Danny Saucedo, Albin Johnsén, Julia Adams, Kristin Amparo, Niello, Lisa Ajax, Jakob Karlberg och André Zuniga.
Under 2015 producerade Andréasson flera låtar på Danny Saucedos album Jag hör vad du säger men jag har glömt vad du sa, bland andra singlarna ”Brinner i bröstet” och ”Såsom i himmelen” som båda nådde framgångar på topplistorna i Sverige och sålde platina.

## Uppträdanden iIdol 2007
| Etapp              | Låttitel                    | Originalartist    | Tema                |
| ------------------ | --------------------------- | ----------------- | ------------------- |
| Audition           | "Just Friends"              | Soulchilds        | -                   |
| Slutaudition       | Låt?                        | Artist?           | -                   |
| Slutaudition       | Låt?                        | Artist?           | Duett (med ?)       |
| Slutaudition       | "Man in the Mirror"         | Michael Jackson   | Solosång            |
| (Kval) Semifinal 1 | "Never Again"               | Justin Timberlake | -                   |
| (Kval) Semifinal 3 | "Again"                     | Lenny Kravitz     | -                   |
| Final 1            | Would I Lie to You Baby"    | Charles & Eddie   | One hit wonders     |
| Final 2            | "Your Song"                 | Elton John        | Filmmusik           |
| Final 3            | "Summerlove"                | Justin Timberlake | Hitlåtar            |
| Final 4            | "Heal the World"            | Michael Jackson   | Låtar med betydelse |
| Final 5            | "If I Could Turn Back Time" | Cher              | Min kärlek          |
| Final 6            | This is It"                 | Melba Moore       | Disco               |
| Final 7            | "World's Greatest"          | R. Kelly          | Gospel              |

## Diskografi

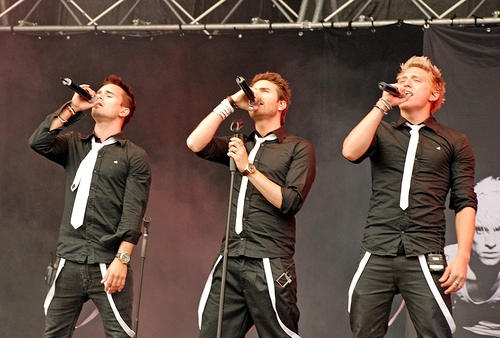
Mattias Andréasson (mitten) uppträder tillsammans med E.M.D. 2008.

(Med E.M.D., bortsett samlingsskivan från Idol)

### Album
- 2007 – Det bästa från Idol 2007 (samlingsskiva)
- 2008 – A State of Mind
- 2009 – A State of Mind Deluxe
- 2009 – Välkommen hem
- 2010 – Rewind
- 2016 – Insomnia (med Albin)

### Singlar
- 2007 – "All For Love"
- 2008 – "Jennie Let Me Love You"
- 2008 – "Alone"
- 2009 – "Baby Goodbye"
- 2009 – "Youngblood"
- 2009 – "Välkommen hem"
- 2010 – "Save Tonight"
- 2010 – "What is Love"
- 2012 – "Förlåt mig" (som Mattias Andréasson)
- 2013 – "Bara för ikväll (Du är så baby)" (som Mattias Andréasson)
- 2014 – "Moment 22" (med Albin Johnsén)
- 2015 – "Frank" (med Albin Johnsén)
- 2016 – "Rik" (med Albin Johnsén)
- 2016 – "Insomnia" (med Albin Johnsén)
- 2016 – "15 år" (med Albin Johnsén)
- 2016 – "Skål för oss" (med Albin Johnsén)
- 2016 – "Tack och förlåt" (med Albin Johnsén)
- 2016 – "Igen" (med Albin Johnsén)
- 2016 – "En runda till" (med Albin Johnsén och John De Sohn)
- 2017 – "En tid av ljus"

### Priser
- Årets låt, "Jennie Let Me Love You" (Grammisgalan 2008)